# Cistus philothei
Cistus philothei là một loài thực vật có hoa trong họ Nham mân khôi. Loài này được Sennen & Mauricio mô tả khoa học đầu tiên năm 1936.